# Eragny Press
Eragny Press est une maison d'édition anglaise de type presse privée, fondée par le peintre impressionniste français Lucien Pissarro (fils de Camille Pissarro) et son épouse britannique Esther en 1894.
Lucien s'occupait des gravures sur bois tandis qu'Esther imprimait et reliait les petits livres. Il créa pour son imprimerie la police de caractères Brook.
On recense 32 livres, publiés par cette maison d'édition, entre 1895 et 1914.

## Liste de livres publiés
- Queen of the Fishes, par Margaret Rust - 1894
- La Belle au bois dormant et Le Petit Chaperon rouge. Deux Les Contes de ma mère l'Oye, par Charles Perrault - 1899[2]
- La légende de St. Julien l’hospitalier, par Gustave Flaubert - 1900 - 226 exemplaires.
- Les ballades de Maistre Francois Villon, par François Villon - 1900 - 226 exemplaires.
- Hérodias, par Gustave Flaubert - 1901 - 226 exemplaires.
- Un Cœur Simple, par Gustave Flaubert - 1901 - 226 exemplaires.
- Les petits vieux. An Essay, par Émile Verhaeren - 1901 - 230 exemplaires.
- Autres poesies de Maistre François Villon & de son École, par François Villon - 1901 - 226 exemplaires.
- Choix de sonnets, par Pierre de Ronsard - 1902 - 226 exemplaires.
- Of Gardens. An Essay, par Francis Bacon - 1902 - 226 exemplaires.
- Histoire de Peau d'âne, par Charles Perrault - 1902 - 230 exemplaires.
- Abrégé de l’art poétique français, par Pierre de Ronsard - 1903 - 226 exemplaires.
- A Brief Account of the Origin of the Eragny Press & a Note on the Relation of the Printed Book as a Work of Art to Life, par T. Sturge Moore - 1903 - 235 exemplaires.
- The descent of Ishtar, par Diana White - 1903 - 236 exemplaires.
- C'est d'Aucassin et Nicolete, par F. W. Bourdillon - 1903
- Christabel, Kubla Khan, Fancy in nubibus, and Song from Zapolya, par Samuel Taylor Coleridge - 1904 - 236 exemplaires.
- The little school; A Posy of Rhymes, par Thomas Sturge Moore - 1905 - 175 ou 185 exemplaires.
- Some Old French and English Ballads, par Robert Steele - 1905 - 10 exemplaires.
- Songs by Ben Jonson, par Ben Jonson - 1906 - 150 exemplaires.
- Riquet à la houppe - 1907
- Histoire de la reine du matin & Soliman Prince des Genies, par Gérard de Nerval - 1909 - 130 exemplaires.
- Album de poèmes tirés du Livre de Jade, par Judith Gautier - 1911 - 120 ou 125 exemplaires.
- Whym chow: Flame of love, par Michael Field (pseudonyme de Katherine Harris Bradley et Edith Emma Cooper) - 1915 - 27 exemplaires.
- The Book of Ecclesiastes

## Postérité
En 2011, l'Ashmolean Museum organise une exposition sur l'Eragny Press et l'œuvre qui y a été éditée.